# Johann Gottlob Bernstein

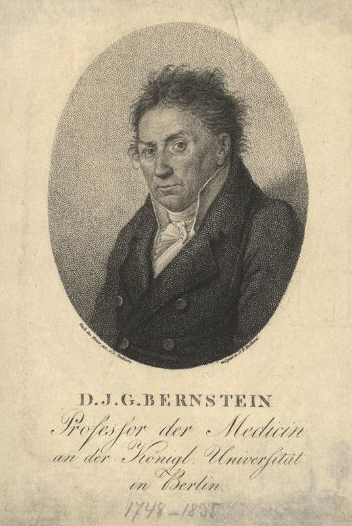
Johann Gottlob Bernstein

Johann Gottlob Bernstein (* 28. Juni 1747 in Saalborn; † 12. März 1835 in Neuwied) war ein deutscher Chirurg, Hofchirurg und Hochschullehrer für Chirurgie sowie Medizinhistoriker.

## Leben
Bernstein wurde am 28. Juni 1747 in Saalborn als Sohn des Dorfpfarrers geboren. Bereits in seiner frühen Kindheit zog seine Familie nach Schwerstedt bei Weimar um. Dort wurde er von einem Privatlehrer in Latein und Griechisch sowie im Spielen von Klavier und Orgel unterrichtet. Später besuchte Bernstein das Wilhelm-Ernst-Gymnasium in Weimar. Während sein Vater wollte, dass er Theologie in Jena studiert, zog es Bernstein zu einer Lehre bei einem Weimarer Arzt. Der Hofarzt in Weimar unterrichtete ihn in Anatomie, jedoch verstritt Bernstein sich mit ihm und verließ Weimar sofort. Er zog anschließend wandernd durch die Lande, um erkrankten Menschen in den Dörfern zu helfen.
Bernstein suchte nach weiteren „Abenteuern“ und heuerte deshalb auf einem Robbenfangschiff in Hamburg an. Auf der Robbenjagd gelangte er bis vor die Küsten Grönlands. Nachdem er das Schiff verlassen hatte, ließ er sich im Alter von 25 Jahren in Ilmenau (Thüringen) nieder, um dort als Arzt zu arbeiten. Er heiratete wenig später in Ilmenau und lernte bei seiner Tätigkeit als Bergchirurg in der Stadt Goethe kennen. Da sich eine Freundschaft mit Goethe entwickelte, setzte sich dieser am Weimarer Hof (Ilmenau gehörte damals zu Sachsen-Weimar) für Bernstein ein, was ihm ein Gehalt von 200 Talern im Jahr einbrachte. Jedoch blieb Bernstein ein kritischer Geist. Er kritisierte seine „Kollegen“, die sich durch unnötige „Präservativ-Aderlässe“ zusätzliches „Blutgeld“ von der ohnehin schon Not leidenden Bevölkerung erschlichen.
Seine vielfältigen Interessen führten dazu, dass er, als im Thüringer Wald eine Borkenkäfer-Plage ausbrach, begann, sich mit der Forstwissenschaft zu beschäftigen. Hierbei trug er Teile zum Handbuch für praktische Forst- und Jagdkunde bei.
Als die Herzöge von Weimar der Meinung waren, dass Bernstein „mehr“ werden sollte als Ilmenauer Bergarzt, holten sie ihn an die Lodersche Klinik nach Jena. Nebenbei leitete er auch Vorlesungen an der Medizinischen Fakultät der Universität Jena. Inhaltliche Schwerpunkte lagen hierbei auf Knochenbrüchen, Bandagenlehre und Luxationen. Bei seinen Schülern war er äußerst beliebt. Nach einiger Zeit an der Universität in Jena erhielt er vom Weimarischen Herzog den Titel eines „Hofchirurgen“.
Im Jahre 1806 wechselte er an die Universität Halle und 1810 zur neu gegründeten Universität in Berlin, wo sich eine Freundschaft zu Christoph Wilhelm Hufeland entwickelte. Zum Professor wurde er schließlich 1816 berufen, obwohl er nie ein richtiges Medizinstudium absolviert hatte. 1820, im Alter von 73 Jahren, reichte er ein Entlassungsgesuch ein, welchem auch stattgegeben wurde. Bernstein war damals bereits stark sehgeschädigt und wurde immer wieder von der Gicht heimgesucht. Er kehrte zunächst nach Ilmenau zurück, zog dann aber weiter zu einem seiner Söhne nach Neuwied, wo er schließlich am 12. März 1835 verstarb.
Bernstein hatte mit seiner Frau sechs Kinder.

## Schriften
- 1783/84 erschien das „Wörterbuch der Wundarzneikunst neuerer Zeiten“, welches von ihm geschrieben wurde und verschiedene medizinische Sachverhalte behandelte.
  - Johann Gottlob Bernsteins Neues chirurgisches Lexicon oder Wörterbuch der Wundarzneykunst neuerer Zeiten. Erster Theil. Gotha : bey Carl Wilhelm Ettinger 1783 Digitale Bibliothek Elbing, Bayrische Staatsbibliothek
  - Johann Gottlob Bernsteins Neues chirurgisches Lexicon oder Wörterbuch der Wundarzneykunst neuerer Zeiten. Zweyter Theil. Gotha : bey Carl Wilhelm Ettinger 1784 Digitale Bibliothek Elbing, Bayrische Staatsbibliothek

- Joh. Gottl. Bernsteins Herzogl. Sächß. Berg-Wundarztes Neues chirurgisches Lexicon oder Wörterbuch der Wundarzneykunst neuerer Zeiten. Neue vermehrte Auflage. Ettinger, Gotha 1787–1788
  - Band 1 Bayrische Staatsbibliothek
  - Band 2 Bayrische Staatsbibliothek

- Johann Gottlob Bernsteins Herzogl. Sächß. Berg- und Amts-Wundarztes Praktisches Handbuch für Wundärzte: nach alphabetischer Ordnung in zwey Theilen; nebst einem französischen und einem vollständigen deutschen Register. Schwickert, Leipzig 1786
  - Band 1 Bayrische Staatsbibliothek
  - Band 2 ???

- Johann Gottlob Bernsteins, Herzogl. Sächß. Berg- und Amts-Wundarztes Praktisches Handbuch für Wundärzte. Typographische Gesellschaft, Frankenthal
  - Band 2.1786 (Catasares-) Bayrische Staatsbibliothek
  - Band 5.1786 (Luxatio-) Bayrische Staatsbibliothek
  - Band 6.1786 (Pneumatocele-) Bayrische Staatsbibliothek

- Praktisches Handbuch für Wundärzte: nach alphabetischer Ordnung ; nebst einem französischen und einem vollständigen deutschen Register. Gegelische Buchdruckerey, Frankenthal (Band 3–8)
  - Band 1.1789
  - Band 2.1789
  - Band 3.1790 (Fractura ossium) Bayrische Staatsbibliothek
  - Band 4.1790 (Hernia-) Bayrische Staatsbibliothek
  - Band 5.1790 (Luxatio-) Bayrische Staatsbibliothek
  - Band 6.1790 (Pneumatocele-) Bayrische Staatsbibliothek
  - Band 7.1790 (Theoria chirurgica-) Bayrische Staatsbibliothek
  - Band 8.1790 (Vulnera capitis - Z, Register) Bayrische Staatsbibliothek

- Praktisches Handbuch für Wundärzte: nach alphabetischer Ordnung ; nebst einem französischen und einem vollständigen deutschen Register. Neue Ausgabe. in 3 Theilen. Leipzig : Schwickert
  - Band 1.1790 (A-H) Bayrische Staatsbibliothek
  - Band 2.1790 (I-Z) Bayrische Staatsbibliothek
  - Band 3?

- Johann Gottlob Bersteins, Sr. Herzogl. Durchl. des regierenden Herrn Herzogs zu Sachsen-Weimar und Eisenach Cammerdiener und Wundarzt, Praktisches Handbuch der Geburtshülfe für angehende Geburtshelfer: Nebst einem systematischen, auch einem französischen und einem deutschen Wortregister. 4 Bände. Gegelische Buchdruckerey und Buchhandlung, Frankenthal 1791
  - Band 1 Bayrische Staatsbibliothek
  - Band 2 Bayrische Staatsbibliothek
  - Band 3 Bayrische Staatsbibliothek
  - Band 4 Bayrische Staatsbibliothek

- Chirurgische Krankengeschichten, zur Erläuterung praktischer Gegenstände, jungen Wundärzten zur Beherzigung. Keyser, Erfurt 1792 (284 S.) Bayrische Staatsbibliothek

- Systematische Darstellung des chirurgischen Verbandes, sowol aelterer als neuerer Zeiten. Akademische Buchhandlg., Jena 1798 (544 S.) Bayrische Staatsbibliothek

- Ueber Verrenkungen und Beinbrüche. Fromann, Jena ; Leipzig 1802 Bayrische Staatsbibliothek

- Lehre des chirurgischen Verbandes: zum Gebrauch für Vorlesungen besonders für Anfänger und Unter-Wundärzte ; Mit Kupfern. Akad. Buchh., Jena 1805 (223 S.) Bayrische Staatsbibliothek

- Praktisches Handbuch für Wundärzte: nach alphabetischer Ordnung. 5. rechtmäß. verbesserte und vermehrte Auflage. in 5 Bänden. Schwickert, Leipzig 1818–1824
  - Band 1: A - E (1818) Bayrische Staatsbibliothek
  - Band 2: F - K (1818) Bayrische Staatsbibliothek
  - Band 3: L - R (1819) Bayrische Staatsbibliothek
  - Band 4: S - Z (1820) Bayrische Staatsbibliothek
  - Band 5. Zusätze (1824) Bayrische Staatsbibliothek

- Geschichte der Chirurgie vom Anfange bis auf die jetzige Zeit. 2 Bände. Schwickert, Leipzig 1822–1823
  - Band 1 Bayrische Staatsbibliothek
  - Band 2 Bayrische Staatsbibliothek

- Adam Elias von Siebolds Biographie. Leipzig : [Schwickert] 1822 (32 S.) Bayrische Staatsbibliothek

- Medicinisch-chirurgische Bibliothek ; oder, Verzeichniss der medicinisch-chirurgischen Schriften, ingleichen der in sämmtlichen Zeitschriften des In- und Auslandes befindlichen Abhandlungen, Beobachtungen und Erfahrungen, von 1750 bis mit Einschluss 1828. Frankfurt a. M., Andreä, 1829 Hathitrust New York Public Library = , Bayrische Staatsbibliothek

- 1836 veröffentlichte sein Sohn J. Th. Ch. Bernstein das Werk Bruchstücke aus dem Leben Johann Gottlob Bernsteins, welches biografischen Charakter hatte und von seinen Erfolgen und Ängsten als Arzt berichtete.